# Poecilaemula iching
Poecilaemula iching is een hooiwagen uit de familie Cosmetidae.  De originele naamcombinatie (protoniem) van de soort werd voor het eerst geldig gepubliceerd door Medrano, Kury, Martins, & Proud, 2024. Vanaf dat moment, de geldige combinatie is Poecilaemula iching Medrano, Kury, Martins, & Proud, 2024.

## Beschrijving
Net als bij andere hooiwagens uit de familie Cosmetidae, heeft deze soort  een sterk gepantserd lichaam.

## Voorkomen
De soort is endemisch in Panama.